# Liisankallio
Liisankallio, anciennement Tammelan vainiot, est le quartier numéro 20 (finnois : Kaupunginosa XX) de Tampere en Finlande.

## Description
Liisankallio est situé à l'Ouest de Tammela et de Tulli. 
À son Nord, se trouve Petsamo, à son Est Kaleva et Kalevanrinne, et au Sud Kalevanharju. 
Souvent en parlant de Kaleva, on évoque une zone recouvrant Liisankallio, Kaleva et  Kalevanrinne.

## Étymologie
Le quartier portait le nom de "champs de Tammela" (Tammelan vainiot) jusqu'aux années 1940 où il est renommé Liisankallio (roche de Liisa).
La place Sammonaukio devant l'église de Kaleva et la rue Sammonkatu qui part de Sammonaukio en direction du sud-est sont des noms faisant référence au Kalevala.
Dans la mythologie finnoise ancienne, le Sampo est un objet miraculeux qui produit de la richesse.

## Galerie

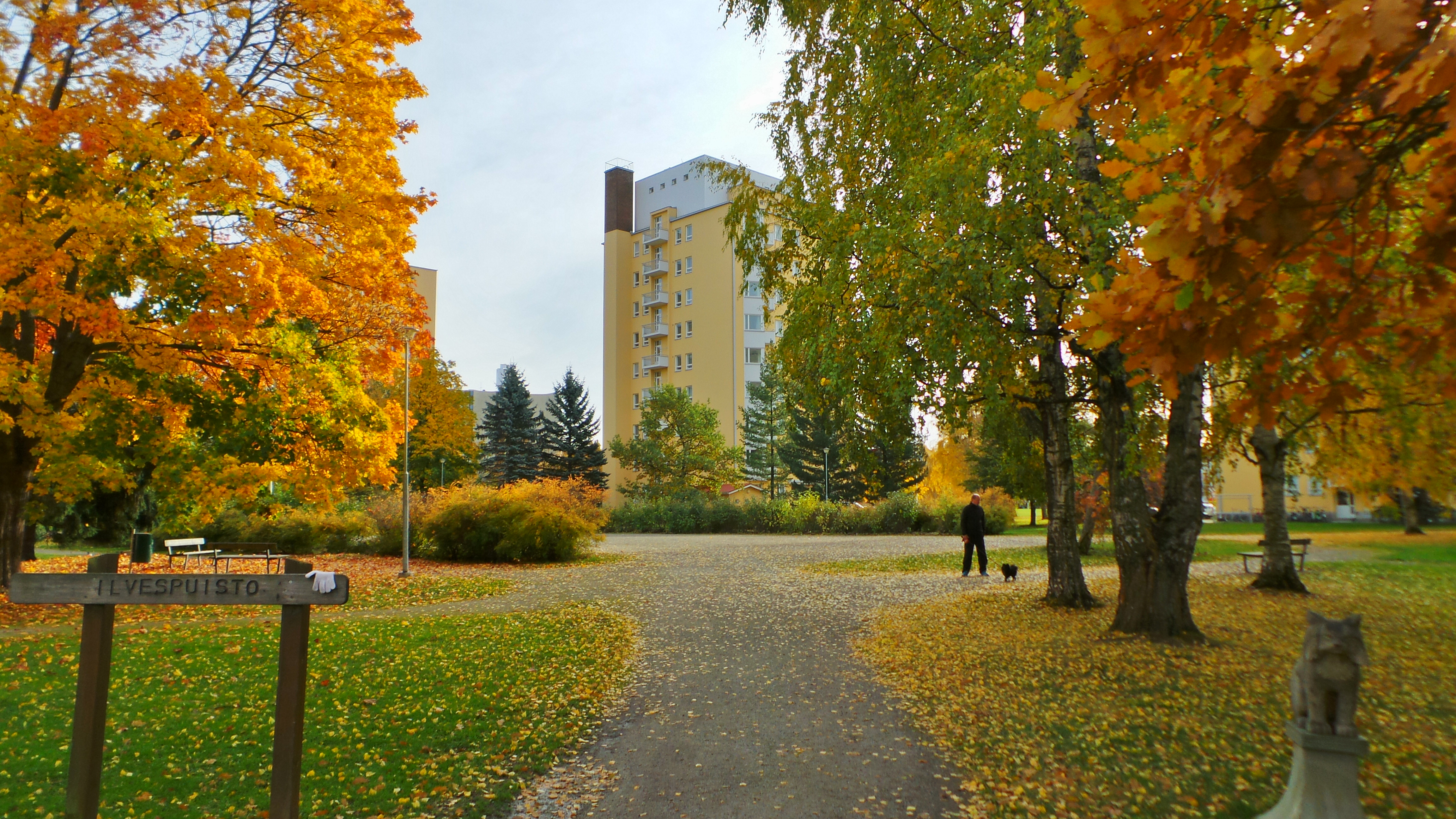
Parc Ilvespuisto.
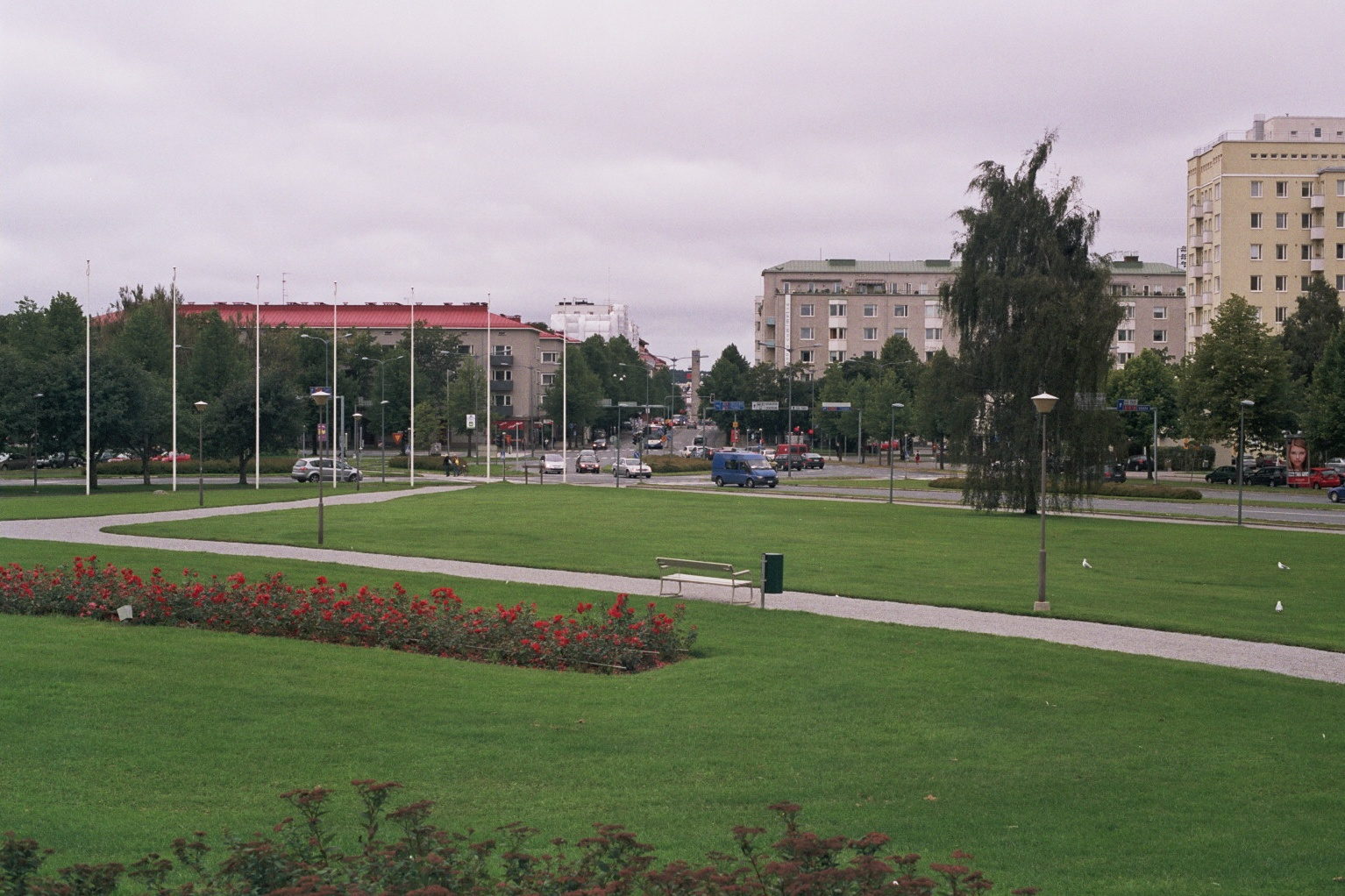
Parc Liisanpuisto.
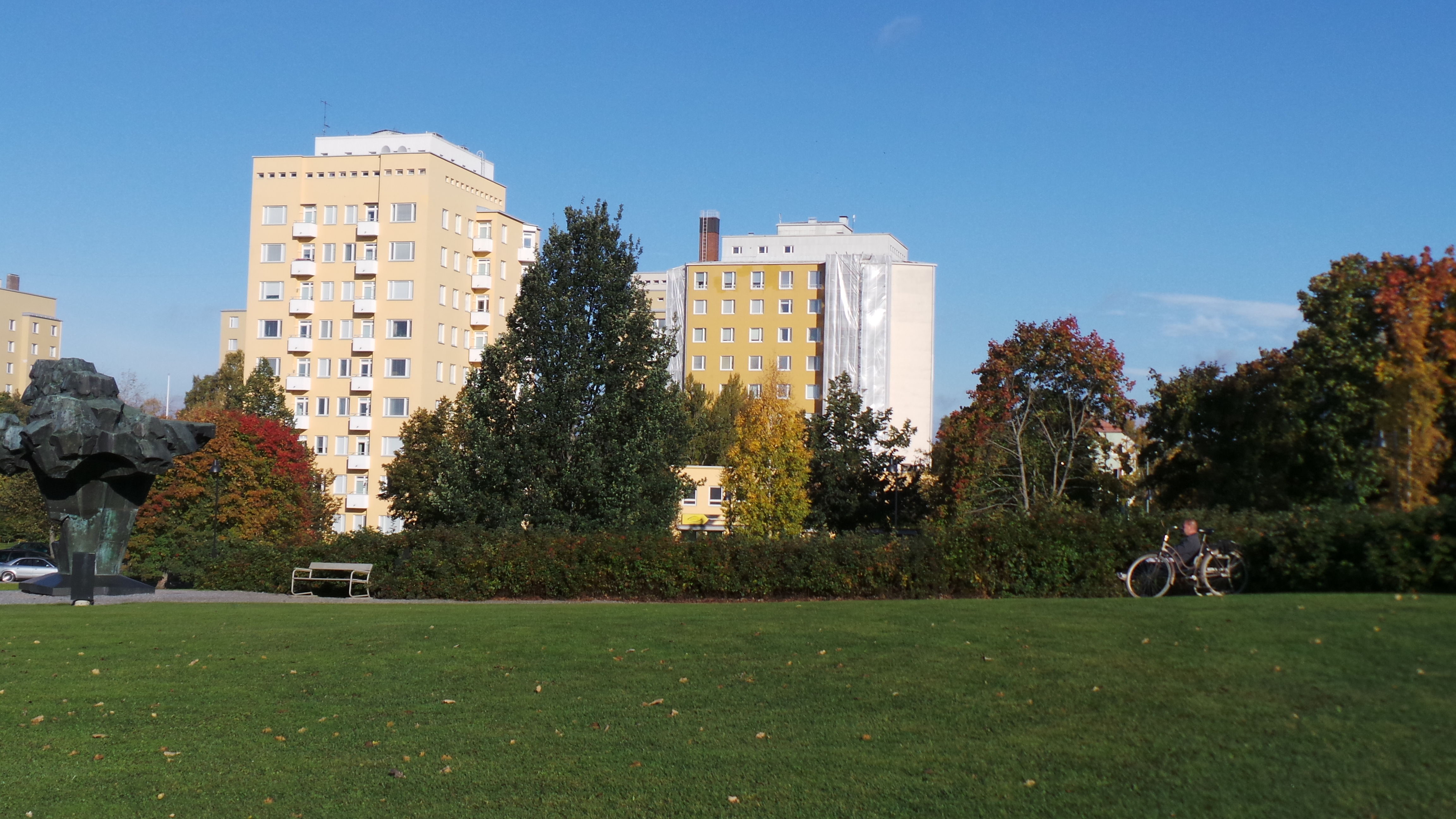
Parc Liisanpuisto.
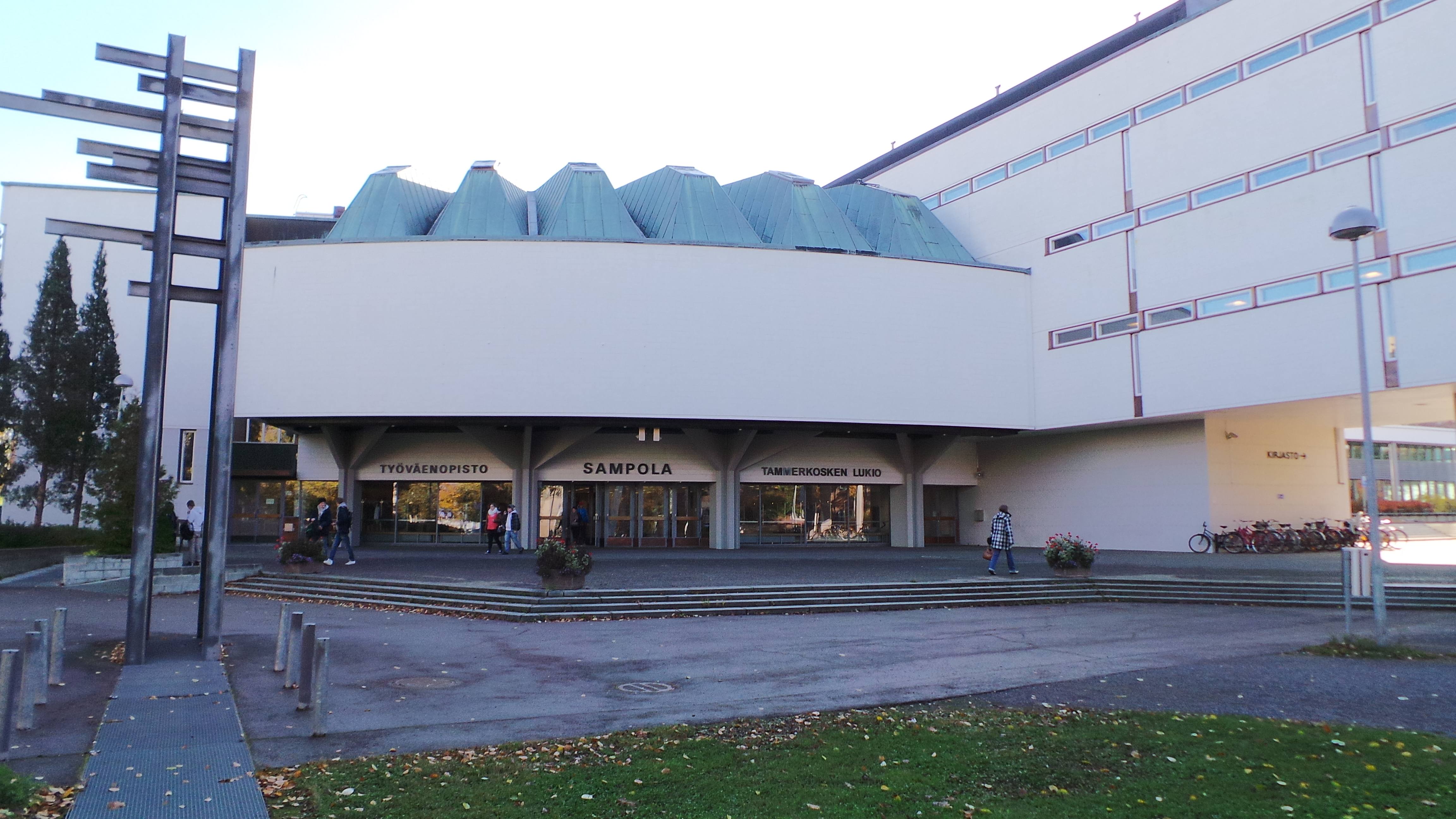
Sampola
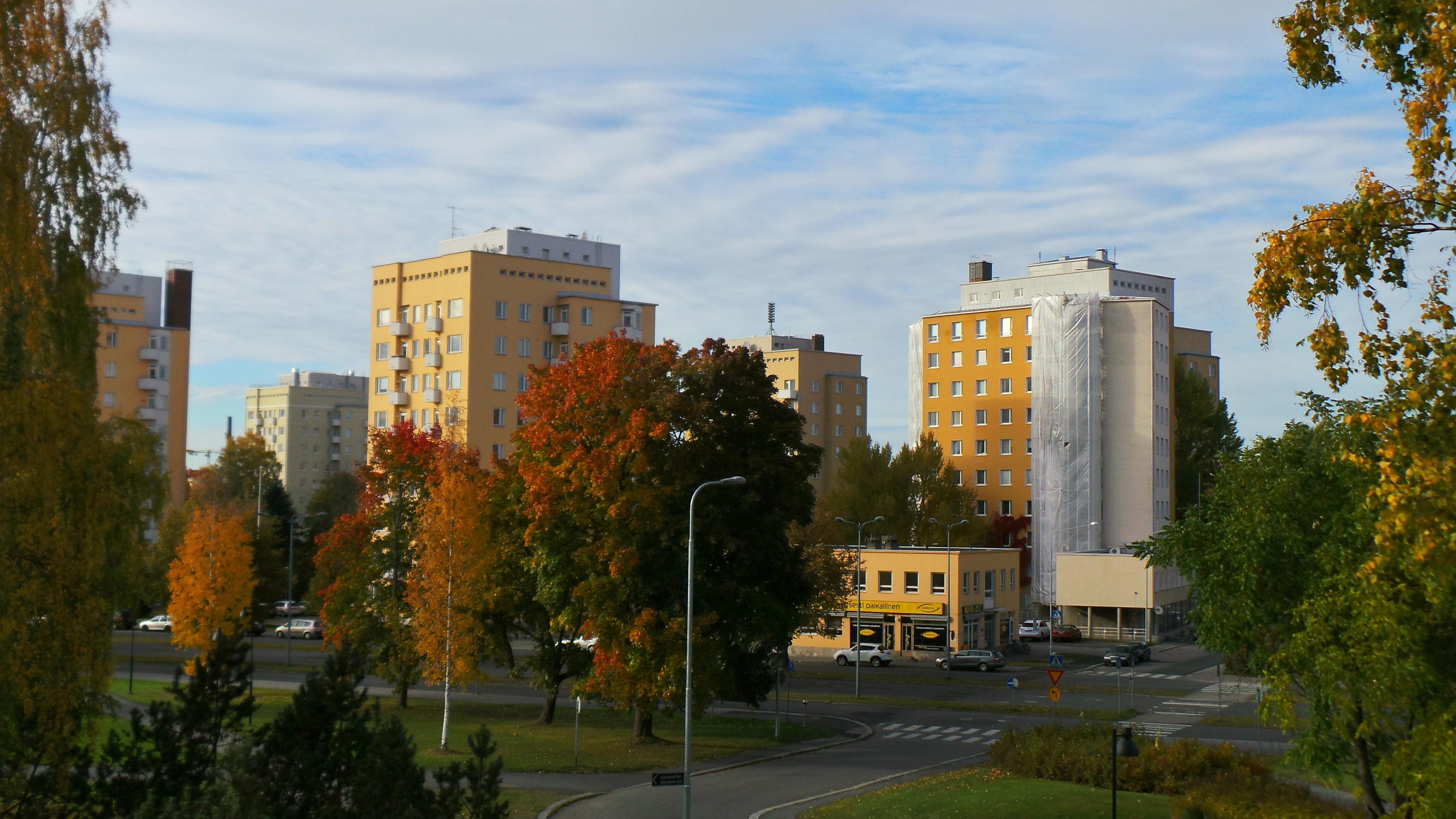
Tours de Kaleva